# Il doc 3
Il doc 3 è un singolo del rapper italiano VillaBanks, pubblicato il 14 febbraio 2023.

## Descrizione
Il brano ha visto la partecipazione vocale dei rapper italiani Tony Effe, Slings e MamboLosco.

## Tracce
1. Il doc 3 (feat. Tony Effe, Slings e MamboLosco) – 3:32

## Classifiche
| Classifica (2023) | Posizione massima |
| ----------------- | ----------------- |
| Italia            | 33                |